# リオンディーズ
リオンディーズ（英: Leontes）は、日本の競走馬、種牡馬。通算戦績5戦2勝、2015年の朝日杯フューチュリティステークスの勝ち馬である。2015年度JRA賞最優秀2歳牡馬。
馬名はウィリアム・シェイクスピアの喜劇「冬物語」に登場するシチリア王の名前が由来で、父馬と母馬のそれぞれの名前から連想されたもの。

## 競走馬時代

### 2歳（2015年）
11月22日の京都競馬場芝2000m新馬戦で鞍上岩田康誠でデビュー、終始かかり気味ながらも4コーナーから抜群の伸びを見せ見事デビュー戦を勝利で飾った。
続く2戦目はデビュー戦の2000mから距離を一気に1600mに短縮し、鞍上はミルコ・デムーロでGIの朝日杯フューチュリティステークスに出走。前走GIIを圧勝し、武豊の平地GI完全制覇と共に注目されていたエアスピネルに続く2番人気に推される中、直線では先に抜けだしたエアスピネルを4コーナー最後方から追い込んで優勝。奇しくもお互いの母シーザリオとエアメサイアが戦った10年前の優駿牝馬(オークス)と同じ結果となった。
キャリア2戦目での同レース制覇はグレード制が導入された1984年以降で初の快挙、デビューから29日目のGI制覇は1998年の阪神3歳牝馬ステークスを優勝したスティンガーと並び最短タイ記録だった。

### 3歳（2016年）
初戦は皐月賞の前哨戦となる3月6日に中山競馬場で行われた弥生賞から始動。前年に続く対戦となった朝日杯2着のエアスピネル、自身と同じく2戦2勝で重賞初挑戦のマカヒキとともに3強の構図となったが単勝1.9倍の1番人気に支持された。レースは、4コーナーで先頭に立ち押し切りを狙うが、上がり3ハロンが34秒4のリオンディーズに対して上がり3ハロン33.6秒と自身を上回る末脚を繰り出した2番人気マカヒキに差され、2着となった。
続いて4月17日のクラシック三冠第一戦、中山競馬場で行われた皐月賞に出走。同日9Rの同条件のレースでは完全に前残りの決着であったこともあり8枠16番からスタートを決めるとそのまま先行、逃げるリスペクトアースの直後につけた。しかし向正面で強い向かい風の中1000m通過58.4、最終的には皐月賞レコードとなる速いペースでも抑えきれず先頭に立つ展開となり、直線粘るもののディーマジェスティの4位入線、さらに最後の直線で馬体を併せに行った際にエアスピネルの走行を妨害したことで5着に降着となった。
次走には5月29日のクラシック三冠第二戦、東京競馬場で行われた東京優駿を選択。ディーマジェスティ、サトノダイヤモンド、マカヒキと共に4強を形成し4番人気に支持された。レースはスタート後後方に下げるもやや折り合いを欠く展開となり、直線は後方からメンバー最速の上がりで追い込むも届かずマカヒキの5着。春は無冠で終え、秋に向け課題を残す結果となった。
秋は神戸新聞杯に向けて調整が進められていたものの、浅屈腱炎を発症し休養で3歳シーズンを終えることとなった。さらにその後、前浅屈腱繋部の不全断裂を確認。復帰は極めて困難と判断され、10月13日付で競走馬登録を抹消された。引退後はブリーダーズスタリオンステーションで種牡馬として供用されている。

## 競走成績
以下の内容は、netkeiba.comの情報に基づく。
| 競走日     | 競馬場 | 競走名   | 格  | 距離（馬場）  | 頭 数 | 枠 番 | 馬 番 | オッズ （人気） | 着順 | タイム （上がり3F） | 着差 | 騎手        | 斤量 [kg] | 1着馬（2着馬）     | 馬体重 [kg] | 備考     |
| ---------- | ------ | -------- | --- | ------------- | ----- | ----- | ----- | --------------- | ---- | ------------------- | ---- | ----------- | --------- | ------------------ | ----------- | -------- |
| 2015.11.22 | 京都   | 2歳新馬  |     | 芝2000m（良） | 15    | 8     | 15    | 002.20（1人）   | 01着 | R2:02.2（33.4）     | -0.2 | 0岩田康誠   | 55        | （ピースマインド） | 500         |          |
| 0000.12.20 | 阪神   | 朝日杯FS | GI  | 芝1600m（良） | 16    | 8     | 15    | 005.90（2人）   | 01着 | R1:34.4（33.3）     | -0.1 | 0M.デムーロ | 55        | （エアスピネル）   | 496         |          |
| 2016.03.06 | 中山   | 弥生賞   | GII | 芝2000m（良） | 12    | 7     | 10    | 001.90（1人）   | 02着 | R1:59.9（34.4）     | -0.0 | 0M.デムーロ | 56        | マカヒキ           | 500         |          |
| 0000.04.17 | 中山   | 皐月賞   | GI  | 芝2000m（良） | 18    | 8     | 16    | 002.80（2人）   | 05着 | R1:58.4（36.1）     | -0.5 | 0M.デムーロ | 57        | ディーマジェスティ | 500         | [ 注 1 ] |
| 0000.05.29 | 東京   | 東京優駿 | GI  | 芝2400m（良） | 18    | 6     | 12    | 005.50（4人）   | 05着 | R2:24.5（33.2）     | -0.5 | 0M.デムーロ | 57        | マカヒキ           | 496         |          |

1. ↑  4位入線5着降着（被害馬：エアスピネル）

## 種牡馬時代
引退後は種牡馬となり、ブリーダーズ・スタリオン・ステーションで繋養される。初年度の種付け料は100万円、種付け頭数は191頭だった。
2020年に初年度産駒がデビュー。7月5日、福島競馬場の2歳新馬戦でマルスがデビュー勝ちを収め、これが産駒の初勝利となった。翌2021年には明け3歳となった初年度産駒から、国内外のダート競走で重賞勝ち馬を輩出した。
2024年の天皇賞（春）で初年度産駒のテーオーロイヤルが優勝し、産駒の初G1競走制覇となった。

### 主な産駒

#### グレード制重賞勝利馬
太字はGI級競走
- 2018年産
  - リプレーザ（2021年兵庫チャンピオンシップ）- 母父:マンハッタンカフェ
  - テーオーロイヤル（2022年・2024年ダイヤモンドステークス、2024年阪神大賞典、天皇賞（春））- 母父:マンハッタンカフェ
  - アナザーリリック（2022年福島牝馬ステークス）- 母父:サクラバクシンオー
- 2019年産
  - ジャスティンロック（2021年京都2歳ステークス）- 母父:アッミラーレ
  - インダストリア（2023年ダービー卿チャレンジトロフィー）[25]- 母父:ハーツクライ
  - サンライズホーク（2023年サマーチャンピオン、兵庫ゴールドトロフィー、2024年かきつばた記念）[26]- 母父:ブライアンズタイム
- 2022年産
  - ミュージアムマイル（2025年皐月賞）[27]- 母父:ハーツクライ

#### 地方重賞勝利馬
- 2018年産
  - ヴェノム（2022年中日杯）- 母父:Smart Strike
- 2020年産
  - ラヴィアン（2025年コウノトリ賞）- 母父:クロフネ
- 2021年産
  - コールミーメイビー（2024年クイーンカップ）- 母父:Curlin

#### その他
- 2018年産
  - ピンクカメハメハ（2021年サウジダービー）- 母父:ダンシングブレーヴ

## 血統表
| リオンディーズの血統          | リオンディーズの血統                                | リオンディーズの血統               | （血統表の出典）                   | （血統表の出典）  |
| 父系                          | ミスタープロスペクター系                            | ミスタープロスペクター系           | ミスタープロスペクター系           | [ § 2 ]           |
| 父 キングカメハメハ 2001 鹿毛 | 父の父Kingmambo 1990 鹿毛                           | Mr. Prospector                     | Raise a Native                     | Raise a Native    |
| 父 キングカメハメハ 2001 鹿毛 | 父の父Kingmambo 1990 鹿毛                           | Mr. Prospector                     | Gold Digger                        |                   |
| 父 キングカメハメハ 2001 鹿毛 | 父の父Kingmambo 1990 鹿毛                           | Miesque                            | Nureyev                            | Nureyev           |
| 父 キングカメハメハ 2001 鹿毛 | 父の父Kingmambo 1990 鹿毛                           | Miesque                            | Pasadoble                          |                   |
| 父 キングカメハメハ 2001 鹿毛 | 父の母*マンファス Manfath 1991 黒鹿毛               | *ラストタイクーン                  | *トライマイベスト                  | *トライマイベスト |
| 父 キングカメハメハ 2001 鹿毛 | 父の母*マンファス Manfath 1991 黒鹿毛               | *ラストタイクーン                  | Mill Princess                      |                   |
| 父 キングカメハメハ 2001 鹿毛 | 父の母*マンファス Manfath 1991 黒鹿毛               | Pilot Bird                         | Blakeney                           | Blakeney          |
| 父 キングカメハメハ 2001 鹿毛 | 父の母*マンファス Manfath 1991 黒鹿毛               | Pilot Bird                         | The Dancer                         |                   |
| 母 シーザリオ 2002 青毛       | 母の父スペシャルウィーク 1995 黒鹿毛                | * サンデーサイレンス               | Halo                               | Halo              |
| 母 シーザリオ 2002 青毛       | 母の父スペシャルウィーク 1995 黒鹿毛                | * サンデーサイレンス               | Wishing Well                       |                   |
| 母 シーザリオ 2002 青毛       | 母の父スペシャルウィーク 1995 黒鹿毛                | キャンペンガール                   | マルゼンスキー                     | マルゼンスキー    |
| 母 シーザリオ 2002 青毛       | 母の父スペシャルウィーク 1995 黒鹿毛                | キャンペンガール                   | レディーシラオキ                   |                   |
| 母 シーザリオ 2002 青毛       | 母の母* キロフプリミエール Kirov Premiere 1990 鹿毛 | Sadler's Wells                     | Northern Dancer                    | Northern Dancer   |
| 母 シーザリオ 2002 青毛       | 母の母* キロフプリミエール Kirov Premiere 1990 鹿毛 | Sadler's Wells                     | Fairy Bridge                       |                   |
| 母 シーザリオ 2002 青毛       | 母の母* キロフプリミエール Kirov Premiere 1990 鹿毛 | Querida                            | Habitat                            | Habitat           |
| 母 シーザリオ 2002 青毛       | 母の母* キロフプリミエール Kirov Premiere 1990 鹿毛 | Querida                            | Principia                          |                   |
| 母系(F-No.)                   | (FN:F16-a)                                          | (FN:F16-a)                         | (FN:F16-a)                         | [ § 3 ]           |
| 5代内の近親交配               | Northern Dancer 5×5×4、Special 5×5                  | Northern Dancer 5×5×4、Special 5×5 | Northern Dancer 5×5×4、Special 5×5 | [ § 4 ]           |
| 出典                          | 1. 2. 3. 4.                                         | 1. 2. 3. 4.                        | 1. 2. 3. 4.                        | 1. 2. 3. 4.       |

- 母シーザリオは2005年の優駿牝馬、アメリカンオークス優勝馬。本馬は6番仔にあたる。
- 半兄に菊花賞、ジャパンカップに優勝したエピファネイア（父シンボリクリスエス）がいる[2]。
- 半弟にホープフルステークス、皐月賞に優勝したサートゥルナーリア（父ロードカナロア）がいる。